# Sida pires-blackii
Sida pires-blackii är en malvaväxtart som beskrevs av H. da Costa Monteiro-filho. Sida pires-blackii ingår i släktet sammetsmalvor, och familjen malvaväxter. Inga underarter finns listade i Catalogue of Life.